# Kirche Christus der Auferstandene (Graz)

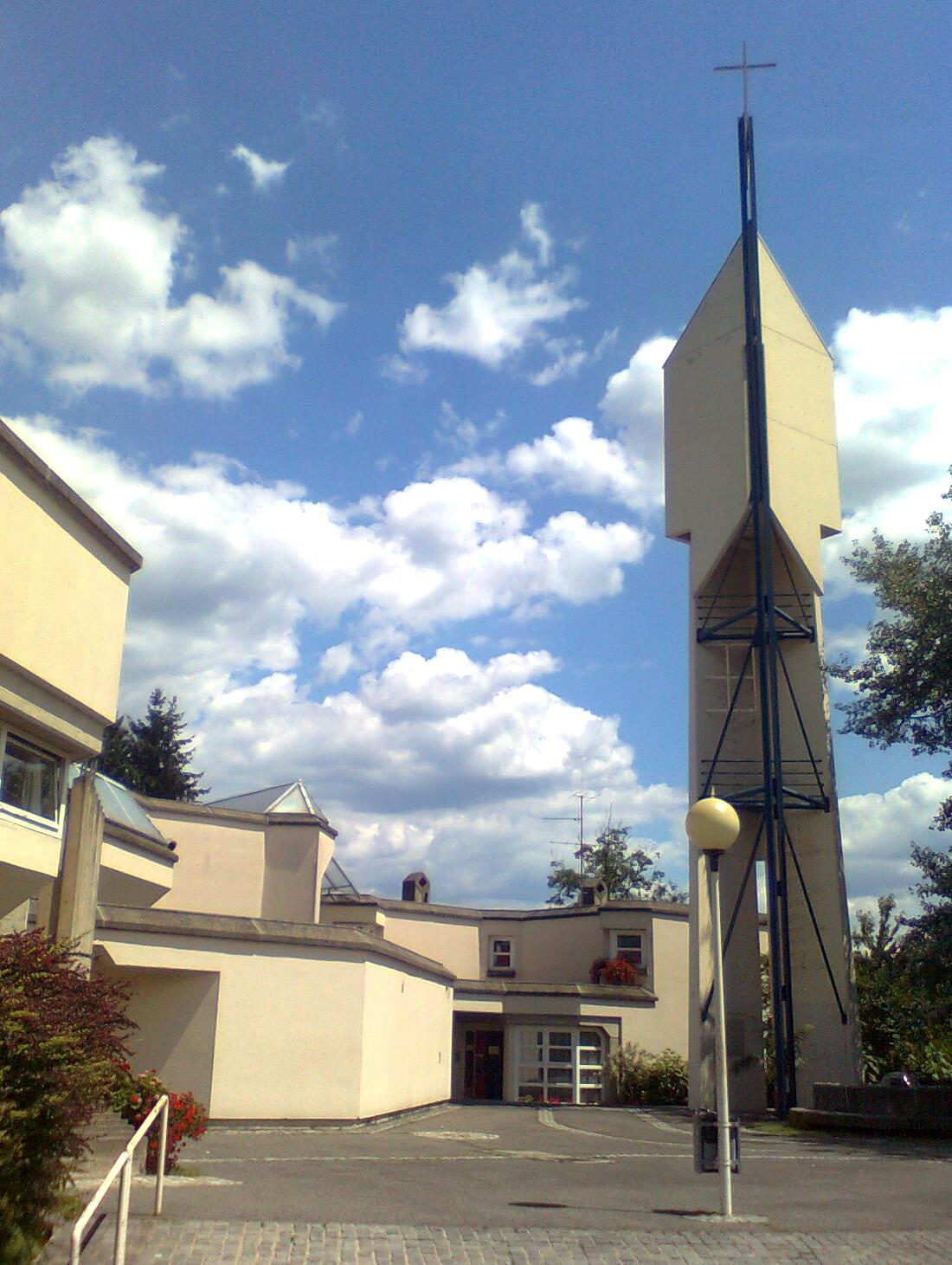
Kirchengebäude mit Turm

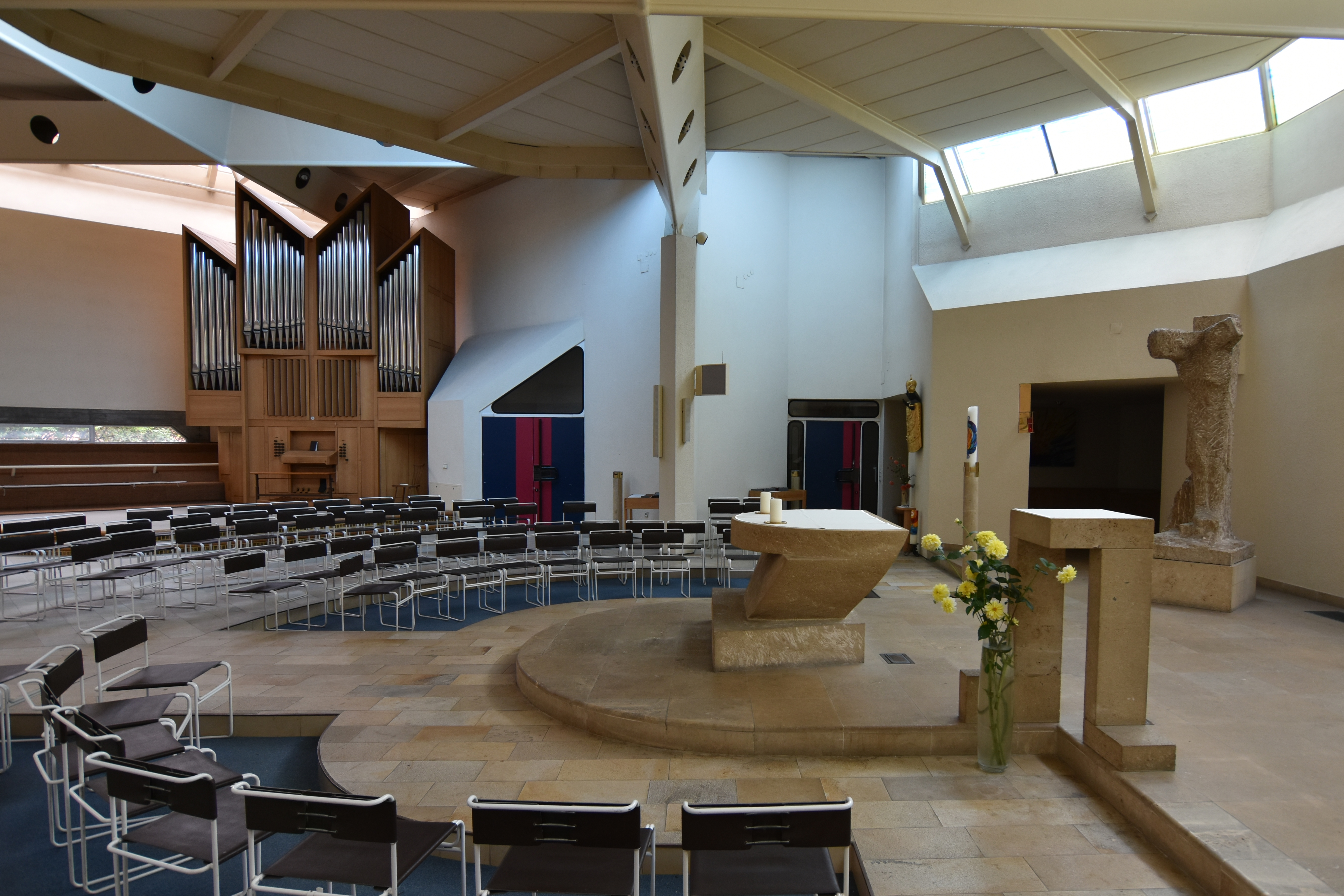
Innenansicht der Kirche

Die Kirche Christus der Auferstandene bzw. Pfarrkirche Graz-Süd ist eine römisch-katholische Kirche 7. Grazer Gemeindebezirk Liebenau.

## Geschichte und Gestaltung
Zum Seelsorgezentrum Christus der Auferstandene der Pfarre Graz-Süd gehört die gleichnamige Kirche mit dem Glockenturm, ein Seelsorgetrakt, eine Bücherei, der Pfarrkindergarten und das Pfarrhaus. Der Gebäudekomplex wurde von 1974 bis 1976 nach den Plänen der Architekten Wolfgang Kapfhammer und Johannes Wegan erbaut. Am 11. Dezember 1976 erfolgte die Kirchweihe. Der Glockenturm wurde erst im Jahr 1994 hinzugefügt. 
Die Mitte des Seelsorgezentrums bilden der Altar und Ambo, die vom Künstler Gernot Völkl entworfen wurden. Die Christusstatue stammt vom österreichischen Bildhauer Josef Pillhofer. Die Sesselreihen sind im Halbkreis um den Altarraum gruppiert. Erwähnenswert sind die Loreto-Madonna, eine Dauerleihgabe aus dem Universalmuseum Joanneum, und eine Ikone von Wladimir Zagorodnikow. Die Anton-Lippe-Gedächtnisorgel besteht aus 25 Registern und wurde 1984 erbaut. Im Glockenturm befinden sich vier Glocken, mit den Namen Christus-, Marien-, Elisabeth- und Michaelglocke. Sie wurden 1994 in Passau gegossen. Sowohl die Orgel, als auch der Kirchplatz wurden nach dem Domkapellmeister und Domvikar Anton Lippe benannt (1905–1974).
Das Ensemble der Kirche mit Pfarrhof und Glockenturm steht als Beispiel der Grazer Kirchenmoderne unter Denkmalschutz.